# .om
.om es el dominio de nivel superior geográfico (ccTLD) para Omán.

## Registro
Actualmente, la Autoridad Reguladora de Telecomunicaciones es el registro del ccTLD ".om". La Autoridad es la única responsable de la gestión de los nombres de dominio de nivel superior en Internet ".om" y ".عمان". En este sentido, la Autoridad puede:
1. Establecer reglas, instrucciones y pautas para la administración de los nombres de dominio mencionados anteriormente.
2. Aprobar a los registradores acreditados y publicar una lista de sus nombres en el sitio web de la Autoridad o por cualquier otro medio.
3. Supervisar a los registradores acreditados y a los registrantes para verificar su cumplimiento con las reglas, instrucciones y orientaciones relacionadas con los respectivos nombres de dominio.
4. Publicar las decisiones de terminación de la acreditación de los registradores acreditados en el sitio web de la Autoridad o por cualquier otro medio.
5. Tomar medidas con respecto a apelaciones y quejas presentadas por registradores acreditados o registrantes o cualquier otra parte interesada en cualquier asunto relacionado con la implementación de las disposiciones de este Reglamento, sin perjuicio de las disposiciones de la Ley de Propiedad Industrial y su reglamento ejecutivo.